# Compagnie de chemin de fer, d’éclairage et de force motrice de Québec
La Compagnie de chemin de fer, d'éclairage et de force motrice de Québec (en anglais : Quebec Railway, Light & Power Company, nom sous lequel elle est surtout connue) est un trust du secteur de l'énergie et du transport ferroviaire au Québec, en activité durant la première moitié du XXe siècle.

## Dénominations
Désignée en français « Compagnie de chemin de fer, d'éclairage et de force motrice de Québec » sur les documents officiels, elle est également désignée sous la forme raccourcie de Quebec Power.
- 1899 : Quebec Railway, Light & Power Company
- 1909 : Quebec Railway, Light, Heat & Power Company

## Histoire

### Premier service de transport à Québec
Elle fut la première société de transport en commun de la ville de Québec fondé en 1863, constituée sous le nom de The Quebec Street Railway. Dès 1865, elle reçoit l'autorisation de la ville d'installer des rails dans les rues Saint-Pierre, Saint-Paul, Saint-Joseph et Saint-Vallier dans la basse ville de Québec. Elle met en place un service de tramway hippomobile.
En 1878, les citoyens de la haute ville de Québec se dotent d'un service semblable nommé St-John Street Railway passant sur les rues de Buade, de la Fabrique et Saint-Jean. En 1895, le gouvernement fédéral met en place la Quebec District Railway qui rassemble The Quebec Street Railway et la St-John Street Railway. Le service de tramway est électrifié deux ans plus tard en 1897. Le service de tramway électrique commence sur la ligne du Marché Champlain à la rue de l'Aqueduc, de la rue de la Couronne à la côte d'Abraham et de la Porte Saint-Jean à la rue Salaberry.

### Diversification
En 1899, la compagnie change de nom pour Quebec Railway Light and Power Co. et se diversifie dans la distribution de l'électricité. En 1909, elle change de nom pour une deuxième fois pour Quebec Railway, Light, Heat and Power Co. se diversifiant dans le transport public, la distribution de gas et d'électricité. Elle est fondée en absorbant les actifs de Quebec and Saguenay Railway Co, Quebec Eastern Railway Co, Lotbinière and Megantic Railway Co, Frontenac Gas Co, Quebec Gas Co., Canadian Electric Light Co., Quebec County Railways Co. et Quebec Jacques-Cartier Electric Co. La compagnie est fortement endettée dès 1915 et une forte concurrence de la distribution de l'électricité à Québec force la compagnie à fusionner en 1923 avec la Public Service Corporation fondée précédemment par la Shawinigan Water and Power Company.
Vers 1927, la compagnie absorbe la Corporation d’énergie de Montmagny ainsi que Basin Electric Co.

### Service de transport urbain
En 1939, la compagnie introduit un service de transport par autobus, puis cesse en 1948 son service de tramway. Elle cède ses activités ferroviaires interurbaines en 1951 à la Canadien National. La compagnie est renommée en 1957 Quebec Autobus Ltd. puis Québec-Autobus en 1965 . En 1969, la Commission de transport de la Communauté urbaine de Québec voit le jour.

## Club athlétique Champlain - La Tour
En 1936, le Club athlétique Champlain a besoin d'un édifice avec des locaux pour des gala de boxe, de lutte et de gymnase et pour diverses activités tel que des spectacles artistiques . La Québec Power a un local d'entreposage situé à Québec dans le quartier saint-roch sur la rue Monseigneur-Gauvreau. Il était utilisé, à l'origine, en 1891, pour l'entreposage du gaz. Désaffecté depuis 1930, l'édifice est loué, dès 1936, pour les activités proposées. Les amateurs surnomment l'édifice La Tour à cause de sa forme en rotonde. L'édifice sera utilisé jusqu'en 1972 ou il sera démoli, par expropriation, pour faire place à la construction de l'Autoroute Dufferin-Montmorency.